# Culbutant de Budapest
Le Culbutant de Budapest, en hongrois Budapesti Rövidcsőrű, est une race de pigeon domestique originaire de Hongrie. La race est classée dans le groupe des pigeons de vol.

## Origine
La race est créée à Budapest, en Hongrie à partir de la fin du XIXe siècle. Issue de croisements avec différentes races, la race se développe sous forme de plusieurs variétés durant la première moitié du XXe siècle. Elles sont toutes regroupées sous un seul standard en 1968,.

## Description

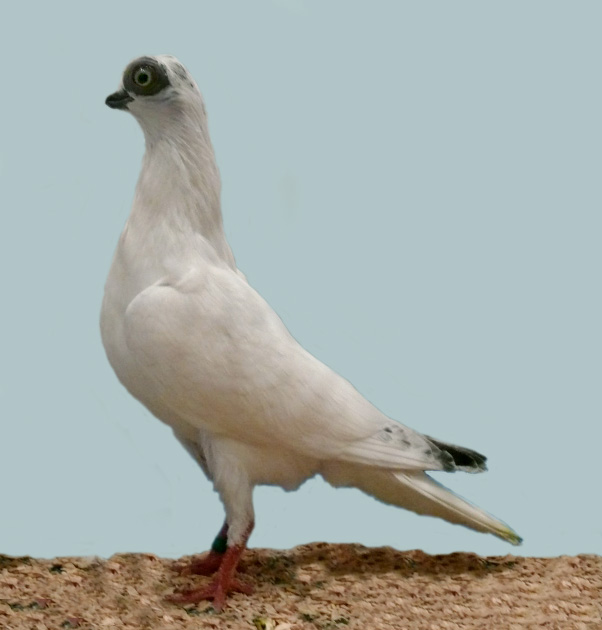

C'est un petit pigeon au corps svelte et au caractère vif. Fier et bien dressé sur ses pattes, un bon sujet marche sur la pointe des doigts. Sa tête a un front large et une proéminence occipitale. Les yeux sont grands et les globes oculaires doivent ressortir avec un tour d'œil le plus large possible. Le bec est court, à angle droit par rapport au front. Le cou est svelte, le dos étroit, et la queue est étroite,.

## Élevage et standard
De par leur bec court, certains oiseaux ne peuvent pas nourrir leurs petits. Les jeunes devront être confiés à des parents nourriciers pour leur élevage. Le standard de la race est géré par la Hongrie (H/0844). Les oiseaux sont bagués avec une bague de 7 mm.

## Philatélie
En 1957, la poste hongroise émet un timbre à l'effigie du Culbutant de Budapest d'exposition.